# Trond Andersen
Trond Andersen, norveški nogometaš in trener, * 6. januar 1975, Kristiansund, Norveška.
Andersen je v svoji nogometni karieri nastopil 38-krat za norveško nogometno reprezentanco.